# جيم ليدل (لاعب كرة قدم)
جيم ليدل (بالإنجليزية: Jim Liddle)‏ هو لاعب كرة قدم بريطاني في مركز الهجوم، ولد في 9 أبريل 1958 في إدنبرة في المملكة المتحدة. لعب مع هاميلتون أكاديميكال.